# Luxemburgia
Luxemburgia es un género de árboles perennes o arbustos que pertenecen a la familia Ochnaceae. Son nativos de los bosques tropicales de Brasil. Comprende 29 especies descritas y de estas, solo 13 aceptadas.

## Taxonomía
El género fue descrito por Augustin Saint-Hilaire y publicado en Mémoires du Muséum d'Histoire Naturelle 9: 352. 1822.  La especie tipo es: Luxemburgia octandra A. St.-Hil.

## Especies aceptadas
A continuación se brinda un listado de las especies del género Luxemburgia  aceptadas hasta mayo de 2014, ordenadas alfabéticamente. Para cada una se indica el nombre binomial seguido del autor, abreviado según las convenciones y usos: 
- Luxemburgia ciliatibracteata Sastre
- Luxemburgia ciliosa (Mart.) Planch.
- Luxemburgia corymbosa A.St.-Hil.
- Luxemburgia damazioana Beauverd
- Luxemburgia diciliata Dwyer
- Luxemburgia flexuosa Sastre
- Luxemburgia gardneri (Tiegh.) Beauverd
- Luxemburgia glazoviana (Engl.) Beauverd
- Luxemburgia hatschbachiana Sastre
- Luxemburgia major (Tiegh.) Beauverd
- Luxemburgia mysteriosa Fraga & Feres
- Luxemburgia neglecta (Tiegh.) Beauverd
- Luxemburgia speciosa A.St.-Hil.